# Marmosops impavidus
Marmosops impavidus là một loài động vật có vú trong họ Didelphidae, bộ Didelphimorphia. Loài này được Tschudi mô tả năm 1845.